# Hoog Militair Gerechtshof

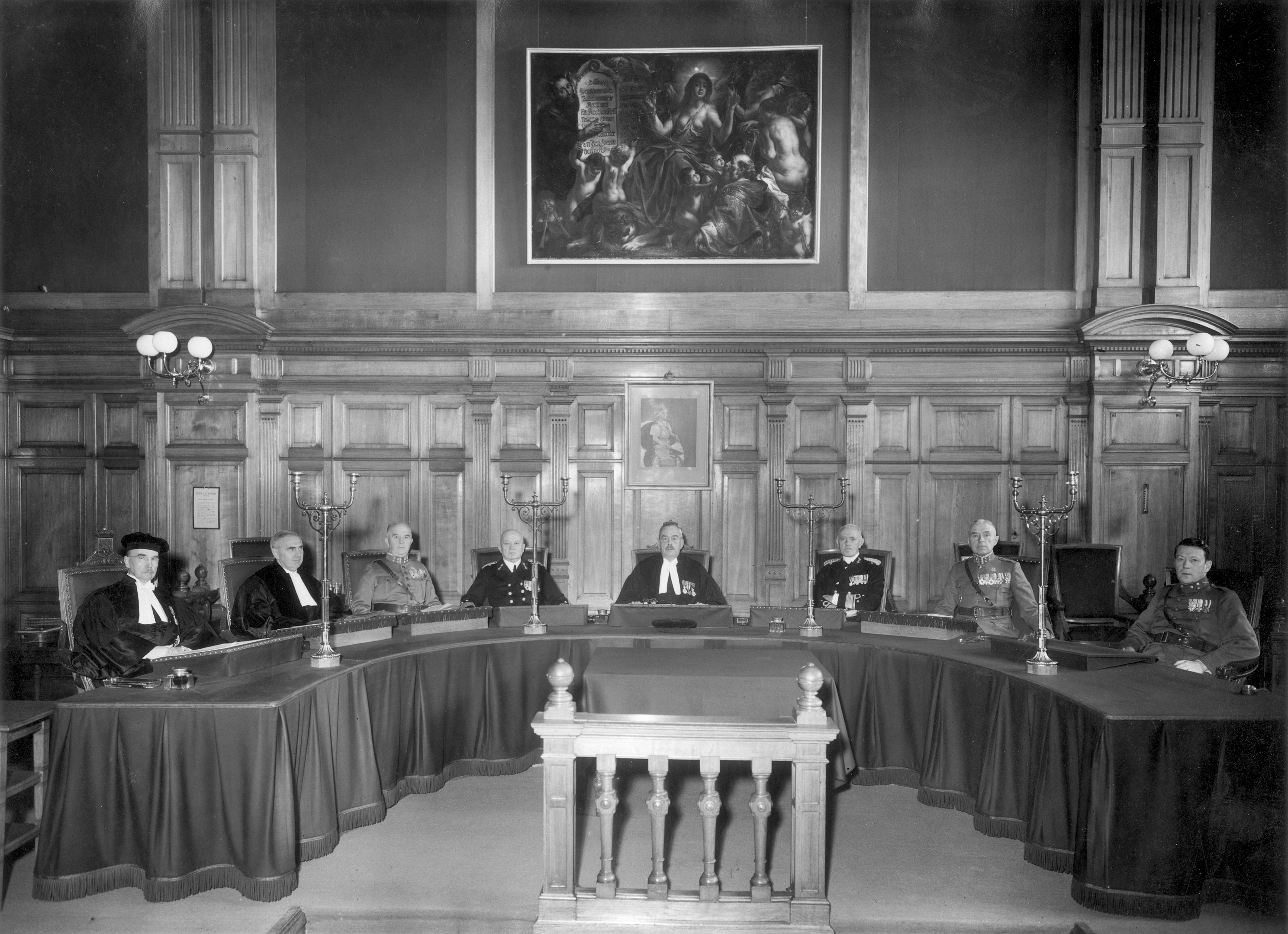
Het Hoog Militair Gerechtshof bij het 125-jarig bestaan in 1939, met president mr. Eduard Jellinghaus

Het Hoog Militair Gerechtshof (H.M.G.) was een militaire rechterlijke instantie in Nederland. Het stond boven de krijgsraden. Tot de taken van dit college behoorden de rechtspraak in hoger beroep van krijgsraadzaken en de rechtspraak in eerste aanleg tegen hoofd-, opper- en vlagofficieren (dus majoor en hoger bij het Leger, kapitein-luitenant ter zee en hoger bij de Marine). Tegen uitspraken van het Hoog Militair Gerechtshof stond geen beroep in cassatie bij de Hoge Raad open, waardoor het Hoog Militair Gerechtshof voor militairen dus de hoogste strafrechter was. Hierin kwam pas in 1979 verandering, toen op dit punt dezelfde regels voor militairen als voor burgers gingen gelden.

## Samenstelling
Het Hoog Militair Gerechtshof telde aanvankelijk negen leden: drie burgerrechters (onder wie de president), drie officieren van de zeemacht en drie officieren van de landmacht. Daarnaast bestond Hoog Militair Gerechtshof uit nog twee juristen: de advocaat-fiscaal voor zee- en landmacht die optrad als openbare aanklager en een griffier. Leden werden door de Koning voor het leven benoemd en ook deze rechtsgeleerde burgerfunctionaris werd door de Koning benoemd.

## Geschiedenis
Op 30 november 1813 zette Prins Willem Frederik van Oranje-Nassau na achttien jaar weer voet op Nederlandse bodem, op het strand van Scheveningen. Enkele dagen later benoemde hij een commissie, die de opdracht kreeg met spoed een nieuwe Grondwet te ontwerpen. De nieuwe Grondwet bevatte op het punt van de militaire strafrechtspraak een belangrijke bepaling: militairen zouden voortaan voor alle door hen gepleegde delicten, zowel militaire als commune, terechtstaan voor krijgsraden en een Hoog Militair Gerechtshof. De oprichting en provisionele instructie vond bij K.B. plaats op 20 juli 1814 (Staatsblad nr. 85), de eerste benoemingen geschiedden bij K.B. van 28 juli 1814 en de installatie vond 17 oktober 1814 plaats. Hiermee volgde het Hoog Militair Gerechtshof de Hoge Militaire Vierschaar op, dat van 1799 tot 1810 de rechtspraak over leger en vloot regelde. Tevens werd vastgelegd dat de rechtsmacht van het Hoog Militair Gerechtshof zich uit zou strekken over het gehele grondgebied van de Nederlandse Staat. Het Hoog Militair Gerechtshof in Nederlands-Indië was de opperste militaire rechtbank en gevestigd in Batavia. Het Hoog Militair Gerechtshof in Nederland was oorspronkelijk gevestigd op Drift 31 in Utrecht, in een pand dat onderdeel was geweest van het Paleis van Koning Lodewijk Napoleon, tot de overplaatsing naar 's-Gravenhage per 2 januari 1925. Op 1 januari 1991 werd het Hoog Militair Gerechtshof opgeheven. Met de inwerkingtreding van de Wet militaire strafrechtspraak op 1 januari 1991 verdwenen naast het Hoog Militair Gerechtshof ook de krijgsraden, waarmee een einde kwam aan een stelsel dat eeuwenlang had bestaan.